# Josef Vaniš
Josef Vaniš (6. ledna 1927 Vysoký Chlumec – 12. února 2009 Praha) byl český kameraman a fotograf.

## Život a dílo
V roce 1945 dokončil studium oboru filmový laborant na grafické škole v Praze. V letech 1951 až 1958 pracoval u Československého armádního filmu. Poté až do roku 1989 ve filmovém studiu Barrandov.
V letech 1953 až 1955 navštívil (na pozvání čínské strany) spolu s Vladimírem Sísem Tibet, aby zde natočili dokumentární film o stavbě silnice, která měla spojit Čínu s Tibetem. Cesta do hlavního města Tibetu Lhasy jim tehdy trvala devět měsíců. U kláštera v Čhamdo se setkali se 14. Dalajlámou Tändzinem Gjamccho, když tento právě putoval po budované silnici na oficiální návštěvu Pekingu. Do Lhasy vstoupili Vaniš se Sísem po jedenácti dnech čekání jako první Češi. (Jejich víza měla pořadová čísla 1 a 2.) Během putování pořídil Vaniš stovky černobílých i barevných negativů, jenž byly publikovány v několika obrazových knihách (např. „Vzpomínka na Tibet“ vydaná v roce 1997).
Byl hlavním kameramanem dokumentárního filmu režiséra Vladimíra Síse Cesta vede do Tibetu z roku 1954, který získal v roce 1956 čestné uznání na filmovém festivalu v Benátkách, ale z českých kin byl stažen a nesměl se promítat.
Pracoval s režisérem Karlem Kachyňou na filmech Závrať, Naděje či Vysoká zeď. S Dušanem Kleinem spolupracoval na filmech Radikální řez, Dobří holubi se vracejí, Vážení přátelé, ano, ale i na třech filmech z pentalogie o 'Básnících' (Jak básníci přicházejí o iluze, Jak básníkům chutná život a Konec básníků v Čechách).
Spolupracoval i s dalšími významnými režiséry jako Zbyněk Brynych nebo Jindřich Polák. Podílel se též na televizním seriálu Pan Tau nebo na filmech Kačenka a strašidla, Smrt stopařek, Tichý Američan v Praze, Noc klavíristy, Dědeček, Kylián a já.